# Podzakonski akti
Podzakonski akti predstavljaju posebnu kategoriju opštih akata, različitih po nazivu, donosiocima i pravnoj prirodi. To su opšti pravni akti niže pravne snage od zakona.
Pravna snaga podrazumeva meru uticaja koju jedan pravni akt ima na druge akte. U tom smislu, akt niže pravne snage mora da bude saglasan sa aktom više pravne snage, kao što svi zakoni i drugi opšti akti doneti u Republici Srbiji moraju biti saglasni sa Ustavom Republike Srbije, tako i svi podzakonski akti moraju biti u skladu sa zakonom (hijerarhija izvora prava).
- Primer hijerarhije izvora prava: Statut Univerziteta u Beogradu[3] mora biti u skladu sa Zakonom o visokom obrazovanju[4], koji mora biti u skladu sa Ustavom Republike Srbije.

## Vrste i donosioci
Podzakonske opšte akte donose: Vlada, organi državne uprave, imaoci javnih ovlašćenja, a izuzetno ih može donositi i Narodna skupština. Za razliku od Vlade, koja može da donese podzakonski akt kada proceni da je potrebno doneti takav propis (bez posebnog ovlašćenja), organi državne uprave mogu doneti podzakonski propis samo ako su posebno ovlašćeni zakonom ili propisom Vlade.
Među podzakonskim aktima, poseban značaj imaju opšti akti koje donose šef države ili Vlada (uredbe, dekreti, ordonanse, izvršne naredbe). Podzakonski akti su oni akti koji ne utvrđuju nova prava i obaveze subjekata, već ih samo razrađuju i dopunjavaju. Podzakonski akti potiču iz zakona i donose se sa ciljem primene zakona.
Podzakonskim propisima se ne mogu ustanovljavati prava i obaveze građana. 
Podzakonski akti mogu biti:
- Uredbe
- Odluke
- Pravilnici
- Naredbe
- Uputstva

Kao podzakonske opšte akte, Vlada donosi uredbe i odluke. Ministarstva i posebne organizacije donose pravilnike, naredbe i uputstva.

### Uredbe
Uredbe se izdvajaju po svom značaju, prvenstveno jer njih donosi samo Vlada.
Vlada uredbom podrobnije razrađuje odnos uređen zakonom, u skladu sa svrhom i ciljem zakona. Potreba za donošenjem uredbi proizilazi iz opštosti i nedovoljne određenosti zakonskih odredbi. S toga, uredba predstavlja izvedeni, a ne samostalni akt. Uredbe ne mogu izmeniti, opozvati ili ukinuti zakone parlamenta. Neke uredbe Vlada donosi samo kada je posebno ovlašćena, a neke kada proceni da je za primenu nekog zakona to potrebno.
- Primer: Uredba o podsticanju zapošljavanja[8] - kojom se utvrđuju uslovi i način ostvarivanja prava poslodavaca iz privatnog sektora na subvencionisanje određenog dela obračunatog poreza na zarade i doprinosa za penzijsko i invalidsko osiguranje, radi podsticanja zapošljavanja.

### Odluke
Za razliku od uredbe, odluku, kao opšti podzakonski akt, donose različiti državni organi: parlament, Vlada i uprava. Vlada odlukom osniva javna preduzeća, ustanove i druge organizacije, preduzima mere i uređuje pitanja od opšteg značaja i odlučuje o drugim stvarima za koje je zakonom ili uredbom određeno da ih Vlada uređuje odlukom. Odluka je manje apstraktna od uredbe, pošto je njen predmet uređivanja daleko uži.
- Primer: Odluka o komunalnoj policiji[9] - kojom se bliže određuju poslovi i ovlašćenja komunalne policije utvrđeni zakonom i odlukama Skupštine grada Beograda[10], kao i oblici i način ostvarivanja saradnje komunalne policije sa gradskim inspekcijskim službama i organizacijama od značaja za grad Beograd.

### Pravilnici
Pravilnikom se razrađuju pojedine odredbe zakona ili propisa Vlade. 
- Primer: Pravilnik o međunarodnim vozačkim dozvolama[11] - kojim se propisuje postupak i način izdavanja i vođenja evidencija izdatih međunarodnih vozačkih dozvola.

### Naredbe
Naredbom se naređuje ili zabranjuje neko ponašanje u jednoj situaciji koja ima opšti značaj.
Naredba zapravo reguliše pojedinačnu situaciju na opšti način. 
- Primer: Naredba o zabrani sakupljanja pojedinih zaštićenih vrsta divlje flore i faune u 2011. godini[12]

### Uputstva
Uputstvom se određuje način na koji organi državne uprave i imaoci javnih ovlašćenja izvršavaju pojedine odredbe zakona ili drugog propisa.
- Primer: Opšte obavezujuće uputstvo o ponašanju emitera - kojim se uređuje ponašanje emitera u vezi sa emitovanjem "rijaliti programa".[13]

Uredbe, odluke, pravilnici, naredbe i uputstva objavljuju se u “Službenom glasniku Republike Srbije”.

## Spoljašnje veze
- Ustav Republike Srbije
- Paragraf Lex - elektronska pravna baza
- Narodna skupština Republike Srbije
- Vlada Republike Srbije
- Službeni glasnik